# Effe (singolo)
Effe è un singolo del rapper italiano Tony Effe, pubblicato il 18 giugno 2021 come primo estratto dal primo album in studio Untouchable.

## Tracce
Testi di Nicolò Rapisarda, musiche di Diego Vincenzo Vettraino e Luca Antonio Barker.
1. Effe – 2:31

## Classifiche
| Classifica (2021) | Posizione massima |
| ----------------- | ----------------- |
| Italia            | 24                |